# 傑里科 (阿拉巴馬州)
傑里科（英語：Jericho）是一個位於美國阿拉巴馬州佩里縣的非建制地區。該地的面積和人口皆未知。

## 地理
傑里科的座標為32°46′26″N 87°16′31″W / 32.77389°N 87.27528°W，而該地的平均海拔高度為58米（即194英尺）。